# Andrea Gessa
Andrea Gessa (* 12. Januar 1980 in Mailand) ist ein italienischer ehemaliger Fußballspieler.

## Karriere
Andrea Gessa begann seine Karriere im Jahr 1997 beim Amateurverein ASD Brugherio Calcio. Im Folgejahr nahm ihn der damalige Viertligist AC Voghera unter Vertrag. Dort konnte er sich in seiner zweiten Spielzeit als Stammspieler aufdrängen und absolvierte 26 Partien für den inzwischen in die Serie D abgestiegenen Verein. Im Jahr 2000 schloss sich der Mittelfeldakteur der US Pergocrema an. Mit dem in der Eccellenza Lombarda spielenden Verein schaffte er den Aufstieg in die fünftklassige Serie D. Daraufhin verpflichtete ihn der Ligakonkurrent AS Pizzighettone und setzte ihn als Stammspieler ein. Gessa gelang mit Pizzighettone die Promotion für die vierthöchste Spielklasse. Im Folgejahr konnte mit dem fünften Endrang die Qualifikation für die Aufstiegs-Playoffs geschafft werden.
Dort scheiterte das Team jedoch gegen die US Cremonese und verfehlte den Aufstieg in die Serie C1. Für die Saison 2004/05 lief der Mittelfeldspieler für Montevarchi Calcio Aquila 1902 auf und wechselte ein Jahr später zum Drittligisten US Grosseto. In seiner ersten Spielzeit verpasste er mit Grosseto noch den Aufstieg in die Serie B, als die Mannschaft knapp gegen Frosinone Calcio unterlag. Im Folgejahr wurde schließlich die direkte Promotion für die zweithöchste Liga sichergestellt. Beim toskanischen Verein zählte Gessa stets zum Stammkader und nahm nach der Saison 2008/09 an den Entscheidungsspielen um den Aufstieg in die Serie A teil. Die Mannschaft verlor in zwei Partien gegen den späteren Aufsteiger AS Livorno.
Im Sommer 2009 unterzeichnete Gessa bei Pescara Calcio. Er debütierte am 1. Spieltag der Saison 2009/10 für Pescara, als er beim 2:0-Heimsieg gegen Rimini Calcio in der Startformation stand und nach 76 Minuten ausgewechselt wurde. Zum Saisonende 2009/10 gelang ihm mit Pescara der Aufstieg in die zweithöchste Spielklasse. In den Play-off-Finals setzte sich die Mannschaft gegen Hellas Verona durch.
Nach drei Jahren mit 78 Ligaspielen in Pescara wechselte Gessa 2012 zum Ligarivalen AC Cesena.